# Aponogeton ranunculiflorus
Aponogeton ranunculiflorus là một loài thực vật có hoa trong họ Aponogetonaceae. Loài này được Jacot Guill. & Marais mô tả khoa học đầu tiên năm 1972.